# Galerupipla
Galerupipla là một chi bọ cánh cứng trong họ Chrysomelidae.
Chi này được miêu tả khoa học năm 1936 bởi Maulik.

## Các loài
Chi này gồm các loài:
- Galerupipla brunnea (Maulik, 1936)